# Buenos Aires (Costa Rica)
Buenos Aires es el distrito primero y ciudad cabecera del cantón de Buenos Aires. Se encuentra en la provincia de Puntarenas del país centroamericano Costa Rica.

## Historia
Buenos Aires fue creado el 26 de junio de 1914 por medio de Ley 31.
El distrito fue originalmente habitado por los indígenas borucas. El asentamiento de personas del Valle Central comenzó en 1870, cuando se comenzó a construir una carretera en El Guarco, después de Boruca. En el distrito se encuentran algunos asentamientos de diferentes pueblos indígenas de la región (bribris, cabécares y borucas).

## Geografía
Buenos Aires cuenta con un área de 554,83 km² y una altitud media de 361 m s. n. m. Geográficamente, el estado se forma a través de los ríos Térraba y El Dique, y por la cordillera de Talamanca. Uno de los atractivos del lugar es por las rocas esféricas de granito, perfectamente formadas.

## Demografía
Para el año 2022, Buenos Aires cuenta con una población estimada de 22 619 habitantes, y para el último censo efectuado, en 2011, Buenos Aires contaba con una población de 21 063 habitantes.

## Economía
La economía está dominada por el turismo y el cultivo de la piña. Existen interesantes ofertas de ecoturismo, por ejemplo, alojar a los turistas en los pueblos indígenas, y realizar cursos de agricultura orgánica.
Actualmente el cantón posee una importante inversión en tecnologías de información para planes turísticos e inversión en bienes raíces.

## Localidades
- Barrios: Alto Buenos Aires, Lomas, Punta Plancha, Santa Cruz, San Martín, Veracruz, Cantarana, la pista.
- Poblados: Alto Alejo, Alto Brisas, Alto Calderón, Bajo Brisas, Bolas, Brujo, Cabagra (parte), Caracol, Ceibo, Colepato, El Carmen, Guanacaste, Guadalupe, López, Los Altos, Llano Verde, Machomontes, Palmital, Paraíso (Ánimas), Paso Verbá, Piñera, Platanares, Potrero Grande, Puente de Salitre, Río Azul, Salitre, San Carlos, San Luis (Florida), San Miguel Este, San Miguel Oeste, San Vicente, Santa Cruz, Santa Eduvigis, Santa Marta, Sipar, Ujarrás, Villahermosa, Yheri.

## Transporte

### Carreteras
El distrito tiene una conexión con la carretera Panamericana y por lo tanto, es fácilmente accesible en automóvil. Al distrito lo atraviesan las siguientes rutas nacionales de carretera: 
- Ruta nacional 2
- Ruta nacional 246
- Ruta nacional 610